# Louis Gruau
Louis Gruau, ou Le roi des liasses, né au Bignon, mort le 11 avril 1633 à Saulges, est un prêtre catholique français, curé de Saulges, auteur en 1613 d'un ouvrage sur la chasse aux loups en Mayenne. 

« Les pertes et ravages, et principalement les cruautez que j'ay veu telles mauvaises (bestes) exercer tous les jours et depuis la fin de ces dernieres guerres à l'endroit de personnes de tous aages et qualitez, m'ont comme transporté et incité à excogiter ce j'en escris, sçachant qu'il y en aura cy après qui par charité mettront la main à la plume pour en escrire plus amplement et d'un meilleur stille »

## Biographie

### Clerc
Fils de François et de Jeanne Gruau, il fut tonsuré à Angers, où il étudiait, le 21 janvier 1577 et fut ordonné prêtre dans la même ville le 18 avril 1579. Quinze ans plus tard, vicaire de Saulges, probablement depuis plusieurs années, il devient résignataire de noble maître Olivier L'Enfant, son curé, et prend possession le 19 novembre 1594. Le curé de Saulges était aussi notaire apostolique et figure en cette qualité dans un grand nombre d'actes passés dans tout le doyenné. Il permute sa cure, alors âgé de plus de 70 ans, en 1630, contre la chapelle du Pré-Rond, à Ballée. Il était aussi chapelain de Sainte-Marguerite de Terretien en Chérancé, par le bienfait de Jacques de la Lande, seigneur des Plains du Bignon,  de Saint-Eutrope en Saint-Sauveur-de-Flée, et de la Gelinière en Thorigné-en-Charnie. Il augmenta le revenu et la fondation de ce dernier édifice.

### Le chasseur de loups
Louis Gruau captura 67 loups sur sa paroisse en un court espace de temps, ce qui lui valut d'être présenté à Louis XIII par Hercule de Rohan, grand veneur de France, et de publier chez Pierre Chevalier en 1613 un ouvrage sur la capture des loups : Nouvelle invention de chasse pour prendre et oster les loups de la France, comme les tables le démonstrent, avec trois discours aux pastoureaux françois. 
- Son ouvrage[5] est dédié à Hercule de Rohan, duc de Montbazon, grand veneur de France. Si l'on représente, dit-il dans sa dédicace, que je suis un prestre et un curé qui me devrois plustost arrester à prescher et instruire mes paroissiens et à prier Dieu qu'à chasser et à faire des livres, je diray, sans alléguer du latin, que la plus belle partie et vertu que puisse avoir un prestre, un curé, c'est la charité.

Ces inventions selon Henri Martin-Dairvault, avaient dû, dans sa province lui attirer une certaine célébrité. On possède peu de renseignements biographiques sur ce personnage.
L'ouvrage compte 6 planches :
1. la chasse aux poches ;
2. le trictract sans armes ;
3. la fosse pour renards ;
4. les fosses à loups ;
5. les fosses à loups ;
6. la chasse au parc ou à la haie.

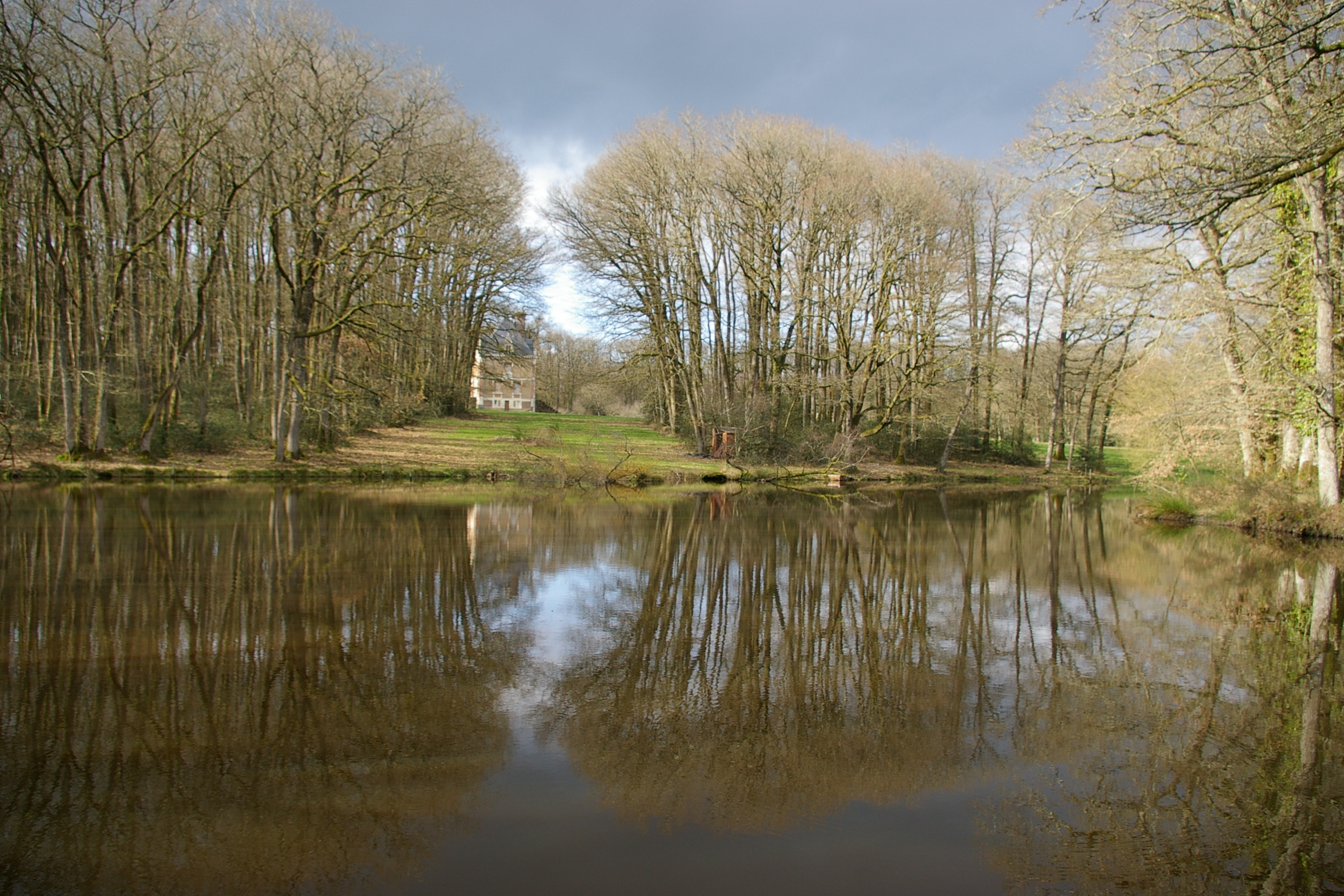
Le dernier loup de la Charnie fut tué à la fin du XIXe siècle près du château de l'Essart

À la suite du traité se trouvent Trois discours aux pastouraux françois.

## Publications
- Nouvelle invention de chasse. Pour prendre et oster les loups de la France : comme les tables le demonstrent, avec trois discours aux Pastoureaux François. Paris, Pierre Chevalier, au mont Saint-Hilaire, à la Court d'Albret[9], 1613[10]. L'ouvrage est dédié à Hercule de Rohan, duc de Montbazon (1568-1654), grand veneur de France de 1602 à 1643, lieutenant général en Bretagne et gouverneur de Nantes en 1598. L'ouvrage est consultable sur Gallica.
- Nouvelle Invention de Chasse pour prendre et oster les Loups de la France, Librairie des Bibliophiles, Paris, 1888. Avec une notice et des notes d'Henri Martin-Dairvault[11].

## Source partielle
« Louis Gruau », dans Alphonse-Victor Angot et Ferdinand Gaugain, Dictionnaire historique, topographique et biographique de la Mayenne, Laval, A. Goupil, 1900-1910 [détail des éditions] (BNF 34106789, présentation en ligne), t. IV, p. 430.